# Raghunathpur
Raghunathpur (en bengalí: রঘুনাথপুর ) es una ciudad de la India, en el distrito de Purulia, estado de Bengala Occidental.

## Geografía
Se encuentra a una altitud de 172 m s. n. m. a 254 km de la capital estatal, Calcuta, en la zona horaria UTC +5:30.

## Demografía
Según estimación 2010 contaba con una población de 723 133 habitantes.